# Acomis bella
Acomis bella là một loài thực vật có hoa trong họ Cúc. Loài này được A.E.Holland mô tả khoa học đầu tiên năm 1997.